# أعلام التاريخ (كتاب)
أعلام التاريخ كتاب للعلامة السوري الدمشقي علي الطنطاوي، ظهرت الطبعة الأولى منها في سنة 1960، وهي عبارة عن سلسلة من سبعة كتيبات من القطع المتوسط (14×20)، ويراوح عدد صفحات الكتيب الواحد منها بين أربعين صفحة وستين، وتضم السلسلة سبعة أجزاء هي: 
- الصحابي عبد الرحمن بن عوف
- التابعي عبد الله بن المبارك
- القاضي شُرَيْك
- الإمام النووي
- أحمد بن عرفان الشهيد
- الإمام محمد بن عبد الوهاب (وقد أُفرد له آخر جزأين من المجموعة).[1][2]

## قصة هذه السلسلة
تحدث علي الطنطاوي في ذكرياته المنشورة عن هذه السلسلة فقال: 
| أعلام التاريخ (كتاب) | كنت في شتاء 1959 اشتغل بسلسلة أعلام التاريخ التي تكلمت فيها عن رجال، منهم من عرف الناس سيرته مجملة ففصّلتُها؛ كعبد الرحمن بن عوف، ومَن سمع الناس باسمه ولم يعرفه أكثرهم؛ كشريك القاضي صاحب المناقب التي قلما حوى تاريخ قضاء أمة مثلها، وعبد الله بن المبارك، المليونير الزاهد، والفقيه المحارب العابد، ومنهم من لم يسمع به في بلدنا إلا نفر قليل؛ كأحمد بن عرفان الذي كان عالماً عابداً، وكان زعيماً مجاهداً، والذي نازل في الهند الإنكليز والسيخ معاً وأقام دولة تحكم بالإسلام عجز العدو عنها فقضى عليها الجهلةُ من المسلمين العوام. ومنهم الرجل الذي أرجو أن يقرأ سيرته كل عالم وطالب علم، الذي أخلص حياته للعلم وبلغ أرفع منصب علمي على أيامه، وهو أنه صار مدير الجامعة الكبرى؛ أي شيخ دار الحديث الأشرفية، وهو صاحب "المجموع"؛ أكبر مرجع في فقه الشافعية. أما عرفتموه؟ إنه النووي. | أعلام التاريخ (كتاب) |

لقد دأب علي الطنطاوي في نحو عام 1950 على إذاعة حديث عن عَلَم من الأعلام كل أسبوع من إذاعة دمشق، والظاهر أنه قد انقطع عن هذا الباب نحو عشر سنين، ثم عاد إليه بهذه الكتيبات، ولكنه لم يجعلها -في هذه المرة- حديثاً موجزاً كما كان شأنه من قبل، بل دراسة متكاملة (في غير تطويل) لا يفرغ منها القارئ إلا وقد أحاط بصاحب الترجمة إحاطة كاملة.

## منهج الكتابة
كانت طريقته في تأليف هذه الكتيبات مشابهة لطريقته في إنشاء الفصول التي أودعها كتابه الكبير «رجال من التاريخ»؛ ففي كلا الحالين كان يَدرُس العَلَم الذي يريد الكتابة عنه -كما حدّثنا آنفاً- ثم ينتقي من أخباره ما يجعله مدخلاً للحديث عنه، وهو لا يحشد بعد ذلك الأخبار والمرويات بل يقدمها لنا بصورة أدبية جميلة هي وسط بين القصة الأدبية والرواية التاريخية.
وبعض هذه الكتيبات تجاوز حدود الترجمة الشخصية حتى لتحيط -على صغرها- بموضوع واسع في فقرات معدودات وتقدمه لنا بعرض جلي موجز واضح؛ فالذي يقرأ كتاب «أحمد بن عرفان الشهيد» لا يجد أنه قد تعرف على هذه الشخصية النادرة في تاريخ الهند وتاريخ الإسلام فحسب، بل هو يكاد يلمّ بتاريخ الإسلام في الهند أو بطرف كبير منه في لمحات سريعات بيّنات واضحات، بدءاً بدخول الإسلام إلى الهند وانتشاره فيها، وانتهاء بحركة الجهاد التي قادها أحمد بن عرفان ضد السيخ والإنكليز. وكذلك الذي يقرأ «القاضي شُريك»؛ يجد أنه قد تعرف إلى القضاء وفنونه وعرف أصوله ومنزلته في الإسلام. والذي يقرأ كتاب «الإمام النووي» يلمّ بالكثير من مصادر الفقه الشافعي وكتبه.

## وصلات خارجية
- كتاب أعلام التاريخ على موقع جود ريدز.
- موقع علي الطنطاوي.